# Ferula costata
Ferula costata är en flockblommig växtart som beskrevs av Jevgenij Korovin och Nasir. Ferula costata ingår i släktet stinkflokesläktet, och familjen flockblommiga växter. Inga underarter finns listade i Catalogue of Life.